# Воронов Марк Миколайович
Марк Миколайович Воронов (* 22 листопада 1966, Алма-Ата) — український політик, науковець. Секретар Харківської міської ради протягом 2002—2006 років. Кандидат юридичних наук, професор, заступник декана юридичного факультету з навчально-методичної роботи, завідувач кафедри конституційного, міжнародного і муніципального права юридичного факультету Харківського національного університету імені В. Н. Каразіна.

## Біографія
Народився 22 листопада 1966 року в м. Алма-Ата Казахської РСР.
У 1984 році поступив до вечірнього факультету Харківського юридичного інституту, працюючи техніком вузла зв'язку УВС Харківського облвиконкому. Влітку 1985 року був призваний до Радянської армії, після якої перейшов на ІІ курс денного відділення юридичного інституту, який закінчив 1990 року з червоним дипломом і розпочав працював слідчим слідчого відділу Київського районного відділу ВС м. Харкова. З вересня 1992 року працює викладачем Харківського інституту внутрішніх справ, а 1993 року вступив до його ад'юнктури. Після її завершення захистив кандидатську дисертацію з конституційного права на тему «Правові акти законодавчої влади в Україні». До липня 2002 року — доцент кафедри конституційного і міжнародного права Національного університету внутрішніх справ. З липня 2002 року до квітень 2006 року — секретар Харківської міської ради. З лютого 2007 року працює на посаді професора кафедри державно-правових дисциплін юридичного факультету ХНУ ім. В. Н. Каразіна.З жовтня 2008 року - завідувач кафедри конституційного, муніципального і міжнародного права юридичного факультету Харківського національного університету імені В.Н. Каразіна. 

### Політична діяльність
Депутат Харківської міської ради IV (обраний по округу № 4, заступник голови Постійної комісії з питань забезпечення громадського порядку, дотримання законності, охорони прав, свобод та законних інтересів громадян) і V скликань (член Постійної комісія з питань містобудування, архітектури та земельних відносин). Депутат Харківської міської радиVI (обраний по округу № 3, заступник голови Постійної комісії з питань місцевого самоврядування, депутатської діяльності та гласності.З 28 вересня. 2011 року голова постійної комісії з питань охорони громадського порядку, забезпечення прав і законних інтересів громадян. Член Партії регіонів.

## Особисті відомості
Одружений з Вороновою Ізабеллою Володимиривною, яка також викаладає на юридичному факультеті ХНУ ім. В.Н. Каразіна. Виховує сина 1993 р.н. Воронова Кирила Марковича, який викладає на юридичному факультеті ХНУ ім.В. Н. Каразіна.

### Відзнаки
Відзначений Почесною грамотою Харківської міської ради та Почесною грамотою Харківського міськвиконкому.
Нагороджений нагородами МВС України, Почесним знаком Харківського міського голови «За старанність. 350 років утворення Харкова» (2004 р.), Почесною грамотою Харківської обласної ради та Харківської обласної державної адміністрації (2005 р.), Подякою Харківського міського голови (2006 р.), Почесною грамотою виконкому Харківської міської ради (2008 р.), Почесною грамотою Харківської міської ради (2009 р.), Почесною грамотою Харківської обласної ради (2010 р.).